# ابولبابه انصاری
ابولبابة بن عبدالمنذر انصاری از صحابی محمد و از قبیله اوس بود. او جانشین پیامبر در مدینه در جریان غزوه‌های بدر و سویق بود و در دیگر غزوات همراه پیامبر بود. گفته می‌شود او از کسانی بود که از حضور در غزوهٔ تبوک سرپیچی کردند و بعد پشیمان شد و به همین دلیل خود را به ستونی در مسجد پیامبر بست تا محمد توبهٔ او را بپذیرد. و محمد او را از آن ستون باز کرد. او در ایام خلافت علی بن ابی‌طالب درگذشت.